# Fàndila de Peña Melaria
Fàndila o Fàndiles (Acci, actual Guadix, Granada, ca. 815 - Còrdova, 853) fou un cristià mossàrab; mort màrtir, és venerat com a sant per l'Església catòlica.

## Biografia
Fàndila fou un cristià mossàrab natural de Guadix. Anà a estudiar a Còrdova i hi visità monestirs; atret per la vida monàstica, ingressà al de Tábanos, regit per l'abat Martí. S'hi ordenà sacerdot i hi sobresortí per la seva vida austera que li va fer assolir fama de santedat. Els monjos del monestir de San Salvador de Peña Melaria (o de Pina, prop de Còrdova) s'havien quedat sense abat i van demanar al de Tábanos que els enviés Fàndila per a ocupar el càrrec.
Mentre era abat a Peña Melaria, Fàndila s'assabentà de les persecucions que el califa Muhammad I estava fent als cristians de Còrdova i es presentà al jutge de la ciutat per denunciar-les i protestar. Fou empresonat i, en no voler abjurar de nou de la seva fe, fou condemnat a mort i decapitat el 853 a Còrdova. El seu cadàver fou exposat per a l'escarni públic i les seves cendres llençades al Guadalquivir.

## Veneració
Eulogi de Còrdova el cita al seu Memorialis Sanctorum i el descriu com a "agraciat de cara, digne de lloança per l'honestedat de la seva vida, sacerdot de vida santa i virtuosa”. La festa litúrgica se n'ha celebrat el 13 de juny. És venerat, com els altres Màrtirs de Còrdova a la basílica de San Pedro de Còrdova.

### Vinculació amb les collites
Segons una tradició cordovesa, durant una temporada, les pluges i les tempestes amenaçaven de malbaratar la collita de cereals. Un pagès va erigir una creu al camp, on va inscriure el nom del sant, ja que era el dia de la seva festivitat. La tempesta va cessar i la collita se salvà; des de llavors, Fàndila fou venerat com a patró protector de les collites.